# Aeroporto de São João del-Rei
O Aeroporto de São João del-Rei, oficialmente denominado Aeroporto Prefeito Octávio de Almeida Neves, está localizado na Zona Norte do município de São João del-Rei, em Minas Gerais, a aproximadamente 8 km do centro da cidade. Sua inauguração ocorreu em 26 de maio de 2006, e até 2014, contava com voos regulares operados pela Azul Linhas Aéreas Brasileiras.
O município está atualmente em negociações com a Infraero para a retomada da gestão e possíveis operações de voos comerciais.

## Características do aeroporto[5]
- Indicador: SNJR
- Coordenadas Geográficas: Lat: 21°05' 11" S Long: 044° 13' 33" W
- Altitude: 950 m
- Característica Operacional: VFR - Operações diurnas e noturnas
- Cabeceiras: 08 / 26
- Aeronaves tipo: ATR-42-300/500, FOKKER 50, DASH-8-300 (aeronaves comerciais de até 58 lugares)
- Pista de pouso e decolagem: 1.400 m de comprimento x 30 m de largura
- Acostamento: 7,5 m de cada lado
- Faixa de pouso: 1.520 m x 80 m
- Pista de taxiamento: 60 m x 18 m
- Pátio de aeronaves: 125 m x 40 m
- Área de segurança: 17,5 m de cada lado

- Natureza do piso: Asfalto

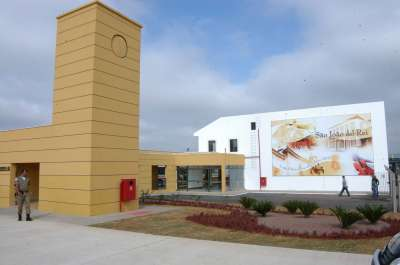
Aeroporto de São João del-Rei

- Capacidade de carga: PCN - 16/F/B/Y/T
- Sistema de proteção de voo: Balizamento noturno e sinalização horizontal
- Auxílio à navegação: Biruta iluminada
- Categoria do aeroporto: 4
- Distância do centro da cidade: 8 km
- Estacionamento para veículos: Sim
- Terminal de passageiros: 1.250 m²
- Não opera em condições de chuva, nevoeiro ou neblina
- Não possui ILS
- Infraestrutura ao turista: Serviços básicos disponíveis no terminal